# Günther Kieslich
Günther Kieslich (* 26. August 1926 in Berlin) ist ein deutscher Schauspieler und Synchronsprecher.

## Leben
Kieslich erlernte seinen Beruf bei Herma Clement und debütierte in seiner Heimatstadt. Dort spielte er über Jahre hinweg an verschiedenen Bühnen, unter anderem dem Hansa-Theater.
Obwohl Kieslich bereits 1948 unter der Regie von Gustav von Wangenheim in der DEFA-Produktion Und wieder 48 sein Spielfilmdebüt gab, übernahm er erst ab den 1970er Jahren verstärkt Rollen in Film und Fernsehen. Hier spielte er neben Literaturverfilmungen wie Nikolaj Gogols Heirat unter der Regie von Karl John und Johannes Mario Simmels Lieb Vaterland magst ruhig sein, Fernsehspielen wie Selbstbedienung unter der Regie von Eberhard Fechner und Tragödie in einer Wohnwagenstadt unter der Regie von Günter Gräwert auch in verschiedenen Erotik- und Aufklärungsfilmen wie Anatomie des Liebesaktes und mehreren Teilen der Reihe Schulmädchen-Report und Hausfrauen-Report. Zu Kieslich letzten Filmarbeiten zählen die Dieter-Hallervorden-Komödien Mein Gott, Willi! und Alles im Eimer sowie das mehrteilige Fernsehspiel Ein Kapitel für sich nach Walter Kempowski. Daneben übernahm Kieslich zahlreiche Gastrollen in Fernsehserien und -reihen wie PS, Ein Mann will nach oben, Es muß nicht immer Kaviar sein und Tatort.
Außerdem war er umfangreich als Synchronsprecher tätig und lieh seine Stimme beispielsweise Lloyd Bochner (Keine Gnade für Ulzana), Morgan Freeman (Brubaker), Mitchell Ryan (Ein Fremder ohne Namen) und Victor Jory (Herr des wilden Westens).
Günther Kieslich ist mit der Schauspielkollegin Henriette Gonnermann verheiratet.

## Filmografie
- 1948: Und wieder 48
- 1965: Die Heirat (TV)
- 1967: Selbstbedienung (TV)
- 1967: Slatin Pascha (TV)
- 1967: Tragödie in einer Wohnwagenstadt (TV)
- 1967: Herr Schrott verwertet sich (TV)
- 1969: Der Versager (TV)
- 1970: Anatomie des Liebesaktes
- 1970: Prostitution heute
- 1970: Schulmädchen-Report: Was Eltern nicht für möglich halten
- 1971: Familie Bergmann (TV)
- 1971: Tournee (TV)
- 1971: Kassensturz (TV)
- 1971: Der neue heiße Report: Was Männer nicht für möglich halten
- 1971: Schüler-Report
- 1971: Die rote Kapelle (Fernsehserie, 1 Folge)
- 1972: Semesterferien (Fernsehserie, 6 Folge)
- 1972: Gefährliche Streiche (Fernsehserie, 1 Folge)
- 1972: Sprungbrett (TV)
- 1972: Hausfrauen-Report 3
- 1972: Liebe Mutter, mir geht es gut
- 1972: Die Schöngrubers (Fernsehserie, 9 Folge)
- 1972: Auf Befehl erschossen – Die Brüder Sass, einst Berlins große Ganoven (TV)
- 1972: Das Jahrhundert der Chirurgen (Fernsehserie, 1 Folge)
- 1973: Hausfrauen-Report international
- 1973: Alexander Zwo (Fernsehserie, 1 Folge)
- 1973: Schulmädchen-Report. 5. Teil: Was Eltern wirklich wissen sollten
- 1973: Liebe zwischen Tür und Angel – Vertreterinnen-Report
- 1973: Junge Mädchen mögen’s heiß, Hausfrauen noch heißer
- 1973: Was Schulmädchen verschweigen
- 1973: Bettkanonen
- 1973: Schulmädchen-Report. 6. Teil: Was Eltern gern vertuschen möchten
- 1973: Die Kriminalerzählung (Fernsehserie, 1 Folge)
- 1973: Das sündige Bett
- 1973: Der lange Jammer
- 1973: Zu Gast in unserem Land (TV)
- 1974: Wenn die prallen Möpse hüpfen
- 1974: Schulmädchen-Report. 7. Teil: Doch das Herz muß dabei sein
- 1974: Charlys Nichten
- 1974: Im Auftrag von Madame (Fernsehserie, 1 Folge)
- 1974: Zwei Jahre Ferien (Fernsehserie, 2 Folge)
- 1974–1976: Unter einem Dach (Fernsehserie, 3 Folge)
- 1975: Sergeant Berry (Fernsehserie, 1 Folge)
- 1975: Berlin – 0:00 bis 24:00 (Fernsehserie, 1 Folge)
- 1975: Tatort: Tod im U-Bahnschacht (TV)
- 1976: Lieb Vaterland magst ruhig sein
- 1976: Schulmädchen-Report. 10. Teil: Irgendwann fängt jede an
- 1976: Ein Fall für Stein (Fernsehserie, 1 Folge)
- 1976: Verdunkelung (TV)
- 1976: Prozeß Medusa (TV)
- 1977: Es muß nicht immer Kaviar sein (Fernsehserie, 1 Folge)
- 1977: Sonderdezernat K1 (Fernsehserie, 1 Folge)
- 1978: Tatort: Trimmel hält ein Plädoyer
- 1978: Geschäft mit der Sonne (Fernsehserie, 1 Folge)
- 1978: Heiter bis wolkig (TV)
- 1978: Ein Mann will nach oben (Fernsehserie, 1 Folge)
- 1979: PS (Fernsehserie, 1 Folge)
- 1979: Die Koblanks (Fernsehserie, 1 Folge)
- 1979: Kommissariat 9 (Fernsehserie, 1 Folge)
- 1980: Ein Kapitel für sich (TV)
- 1980: Mein Gott, Willi! (TV)
- 1981: Alles im Eimer
- 1981: Der Mann im Pyjama

## Theater
- 1948: Ferdinand Bruckner Die Rassen (Karlanner) – Regie: Erich Geiger (Theater am Schiffbauerdamm Berlin)
- 1948 August Jakobson: Die Brüder Kondor – Regie: Hans Stiebner (Theater am Schiffbauerdamm Berlin)